# Hoàng Cấn Du
Hoàng Cấn Du hay thường biết đến với tên tiếng Anh Nigel Ng (/ˈnaɪdʒəl əŋ/; giản thể: 黄瑾瑜; phồn thể: 黃瑾瑜; bính âm: Huáng Jǐnyú; Việt bính: Wong4 Gan2 Jyu4; Bạch thoại tự: N̂g Kín-jû; sinh vào ngày 15 tháng 3 năm 1991), anh còn có nghệ danh Uncle Roger (Chú Roger), là một diễn viên hài độc thoại người Malaysia gốc Hoa làm việc tại Anh.

## Đời tư
Hoàng Cấn Du được sinh ra tại Kuala Lumpur với ba mẹ là người Malaysia gốc Hoa có gốc gác từ miền nam Trung Quốc. Sau khi hoàn thành khóa học tại Trường Trung học tư nhân Trung Hoa, Kuala Lumpur vào năm 2009, anh đến học tại Đại học Tây Bắc, học về mảng cơ học và nhiều kiến thức triết học, anh đã tốt nghiệp vào năm 2014. Hoàng đã có việc là nhà khoa học dữ liệu và có 1 trang GitHub.

## Sự nghiệp
Anh đã thắng cuộc thi Amused Moose Laugh-Off 2016 và là thí sinh của cuộc thi hài kịch Laughing Horse New Act of the Year 2015. Anh cũng đã vào đến vòng chung kết của cuộc thi 'Diễn viên hài của năm' Leicester Mercury (2016) and Leicester Square New Comedian of the Year (2015). Ng được đề cử "Giải thưởng người mới tốt nhất" cho buổi diễn hài đọc thoại của anh ở lễ hội Edinburgh Fringe vào năm 2019.
Hoàng bắt đầu sự nghiệp trên truyền hình vào năm 2018 với chương trình Stand Up Central của Comedy Central. Anh đã xuất hiện trên TV vào các chương trình Rob Delaney's Stand Up Central, Roast Battle và Mock the Week.
Anh đã lập nên Podcast Rice to Meet You với diễn viên hài người Thụy Điển ở Anh Evelyn Mok.
Hoàng đã được có mặt trên Variety, CNN, BBC, the Guardian, SBS (Hàn Quốc), South China Morning Post (Hồng Kông), Thời báo Hoàn Cầu (Trung Quốc), MY (Malaysia), One FM (Malaysia) và Mediacorp (Singapore).

### Chú Roger
Hoàng Cấn Du được biết đến nhiều nhất với nhân vật Chú Roger, người nói chuyện với giọng Quảng Đông và thể hiện anh ấy với nhiều khuôn mẫu người Đông Á. Diễn viên hài Evelyn Mok đã nghĩ ra một sitcom với người chú châu Á tuổi trung niên với Du, và Du tiếp tục phát triển nhân vật này trên TikTok và Instagram trước khi đến với YouTube.
Vào tháng 7, 2020, Du thu hút sự chú ý với video YouTube phê bình video của Hersha Patel trên BBC Food về chuyện nấu cơm rang trứng trong nhân vật Uncle Roger. Sau khi video trở nên nổi tiếng, Du và Patel xuất hiên trên BBC cùng nhau. Du cũng đã hợp tác với Patel cho một video YouTube khác. Đến tháng 9 năm 2020, anh đã đăng video phê bình Gordon Ramsay nấu cơm rang trứng, trong đó anh đã khen ngợi Ramsay sử dụng những phương pháp đúng khi nấu. Anh cũng đăng video phê bình Jamie Oliver, phê bình anh vì cách nấu sai nhiều món Á ví dụ như cơm rang trứng, Cà ri xanh Thái và ramen. Anh đã làm rõ rằng anh không muốn người xem gửi lời chỉ trích đến bất kì ai.

### Đến với Trung Quốc
Vào ngày 2 tháng 1, 2021, Hoàng đăng video nói tiếng Trung đầu tiên của anh lên Bilibili, một trang chia sẻ video ở Trung Quốc. Vào ngày 12 tháng 1, Hoàng đã xin lỗi đến cộng đồng mạng Trung Quốc trên Sina Weibo và xóa một video, gồm có người làm youtube nổi tiếng Trần Hưng (tiếng Trung: 陈兴; bính âm: Chén Xìng) ) - người chỉ trích Đảng Cộng sản Trung Quốc và cũng có liên quan đến Pháp Luân Công - nói rằng, "Video này đã có ảnh hưởng xấu đến xã hội... Tôi không nghĩ đến tình hình chính trị của anh ấy và mối thù của anh với Trung Quốc... Tôi mong các bạn có thể cho chú Roger, người vừa đến Trung Quốc, một cơ hội để cải thiện!" Hành động của Hoàng đã nhận lại lời phê bình trên Twitter. Một người dùng đã viết diễn viên này "phá hỏng sự tự do ngôn luận của mình để chiều lòng người hâm mộ Trung Quốc." Trong video đầu tiên trong nhân vật chú Roger, anh ấy nói sẽ tiếp tục "làm video cho vui – không chính trị, không drama".